# Open Plaza
Open Plaza es una cadena de centros comerciales propiedad del Grupo Falabella, la cual tiene presencia en varias ciudades de Perú y Chile (que anteriormente tuvieron otros locales en Perú y Chile). Después de la compra de Mallplaza en Perú y próximamente en Chile, algunos centros comerciales pasaron a ser Mallplaza en Perú y próximamente en Chile.

## Historia

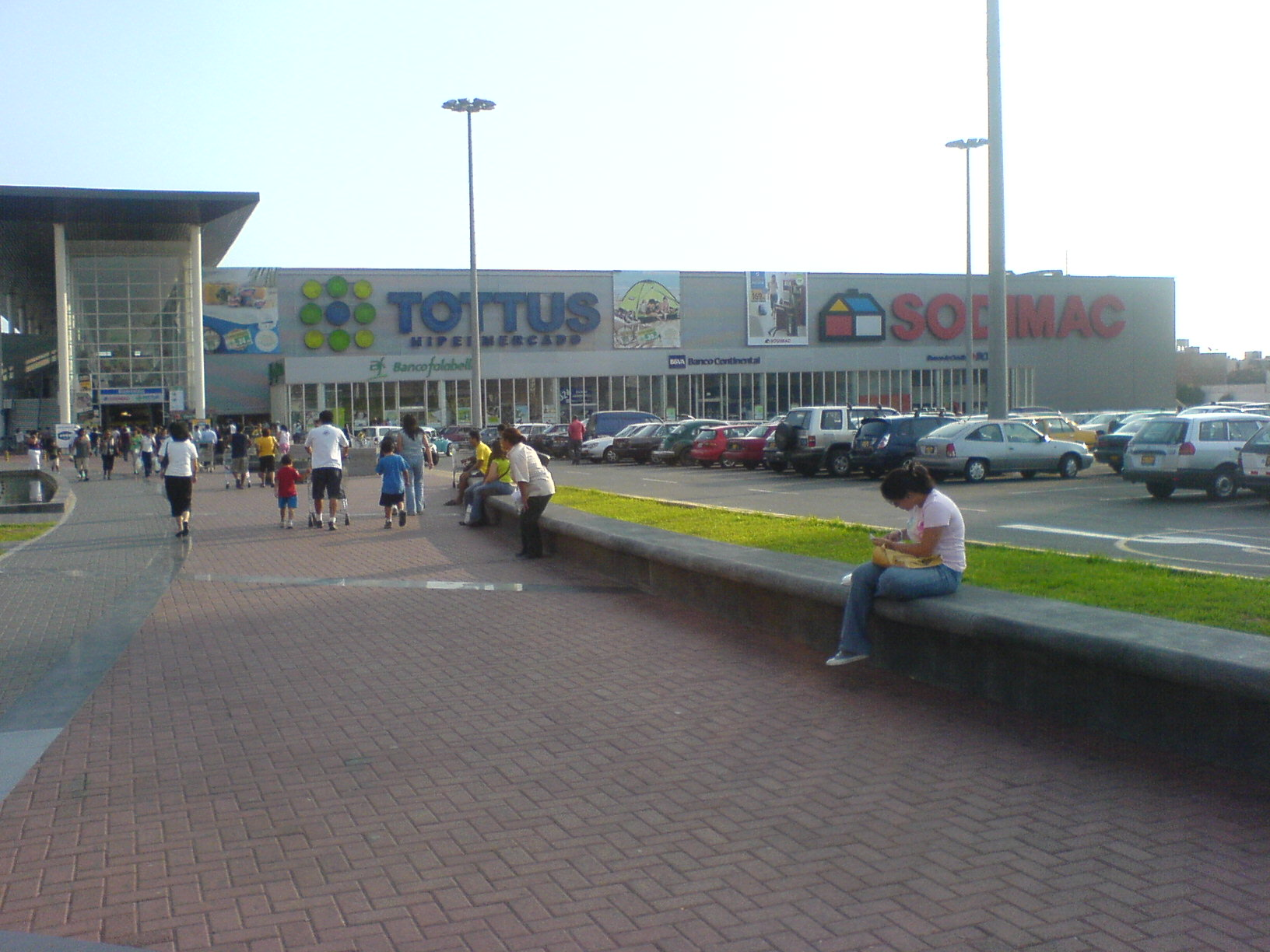
Open Plaza La Marina del distrito de San Miguel en 2008.

Sus orígenes datan en el 2004, cuando se inaugura su primer local en el terreno donde se ubicó la Feria del Hogar, en el distrito de San Miguel en Lima, el cual incluyó nuevas tiendas de Sodimac y Tottus. Tiempo más tarde, abriría un nuevo local en el 2010, ubicado en la intersección de las avenidas Angamos y Tomás Marsano en Surquillo, en un gran terreno que antiguamente pertenecía a una fábrica. 

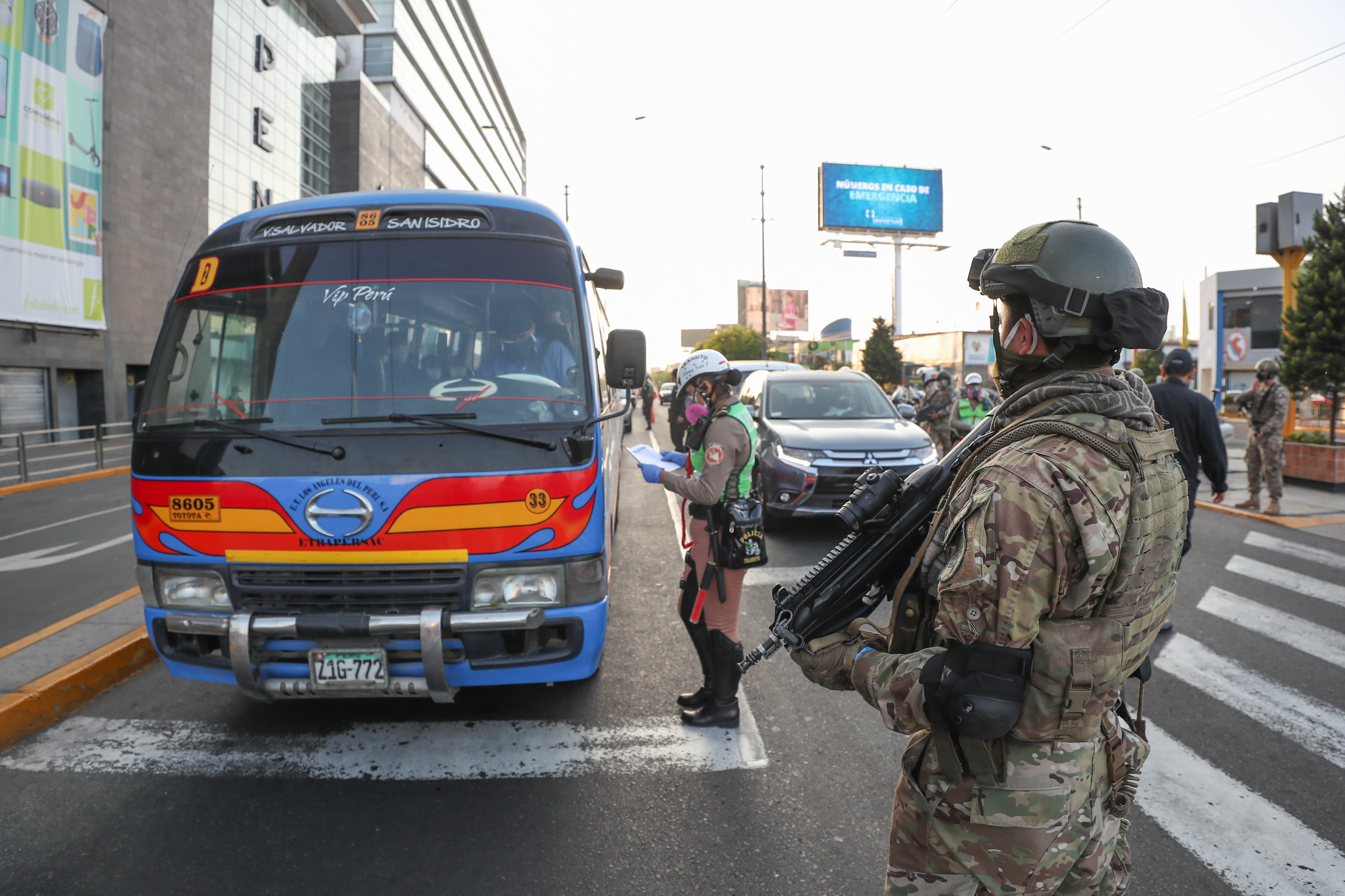
Open Plaza Angamos, Surquillo

Eventualmente, inauguraría más locales fuera de Lima en las ciudades de Piura, Chiclayo, Huancayo, Huánuco, Pucallpa, Trujillo, Cajamarca y Callao. De igual manera, se expendería a Chile con la inauguración de nuevos locales. En la actualidad opera 11 locales en Perú y 10 en Chile. 

Al cierre del año 2012, Open Plaza operaba siete centros comerciales ubicados en Lima (La Marina, Atocongo, Canta Callao y Angamos), Trujillo, Chiclayo y Piura. 

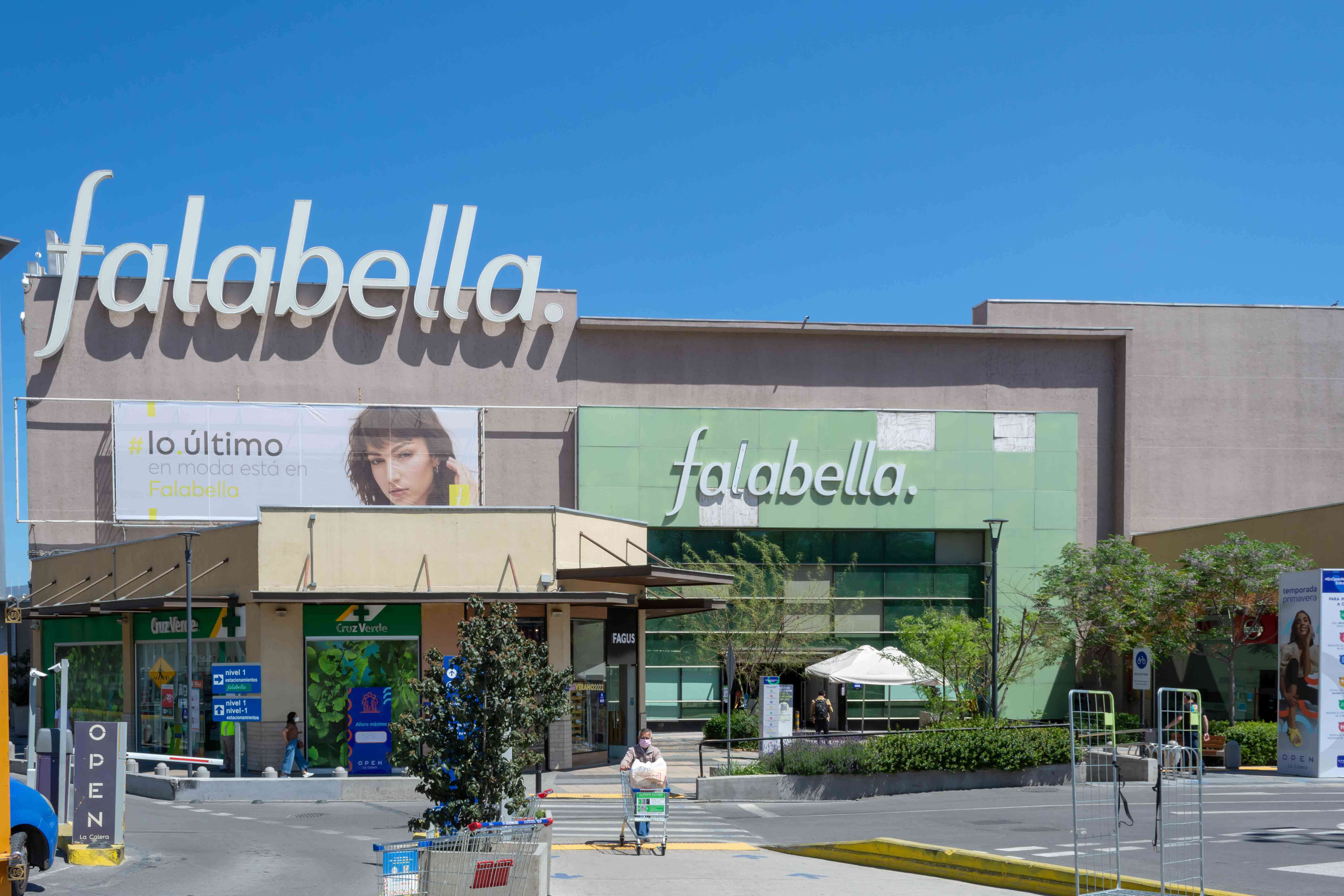
Vista de la tienda Falabella del Open Plaza La Calera.

En noviembre de 2023, Falabella acordó con Plaza S.A. la firma de un memorándum con el objetivo de evaluar la venta de los centros comerciales de Open Plaza en Perú. El 27 de abril de 2024, la cadena de centros comerciales chilena Mallplaza cerró un acuerdo con Falabella Perú, donde adquirió el 100% de las operaciones de dicha empresa, incluyendo también el 100% de las operaciones de Open Plaza Perú por un valor de 848 millones de dólares, expandiendo su participación e influencia en el mercado peruano. Actualmente ya concluyó el proceso de traspaso de los activos de Open Plaza a Mallplaza por parte de Falabella. El cambio ocurrió en 2025, traspasando Open Plaza Angamos en Surquillo, Open Plaza Piura y Open Plaza Huancayo a Mallplaza. 

## Locales

### Chile
- Open Plaza Chillán
- Open Plaza La Calera
- Open Plaza Ovalle
- Open Plaza Puente Alto
- Open Plaza Rancagua
- Open Plaza San Felipe
- Open Plaza Santa Julia (Viña del Mar)
- Open Plaza Talca (próximamente Mallplaza Talca)

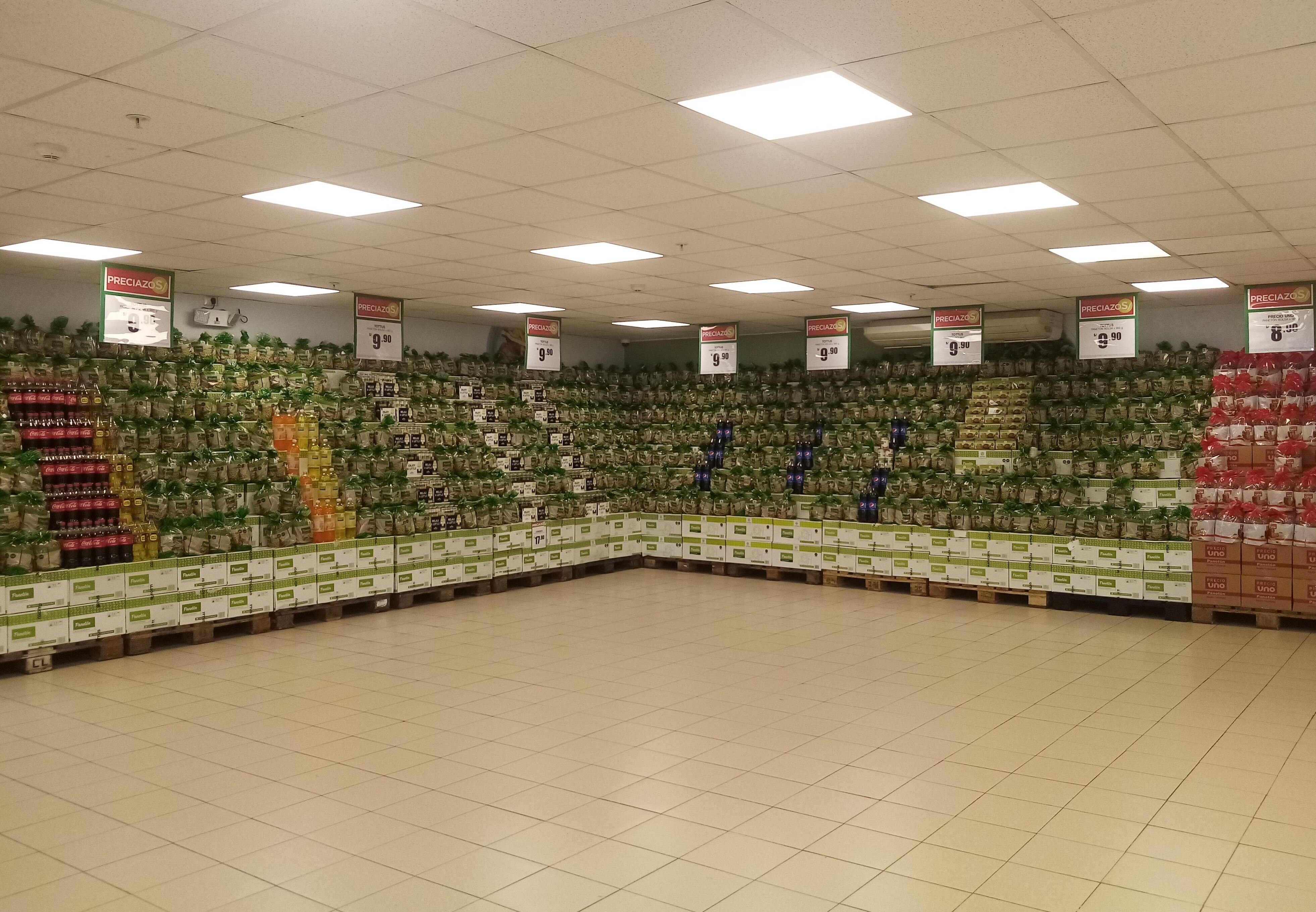
Sección de panetones en el Tottus del Open Plaza La Marina.

### Perú
- Open Plaza Atocongo (San Juan de Miraflores, Lima)
- Open Plaza Cajamarca
- Open Plaza Canta Callao (Callao)
- Open Plaza Chiclayo
- Open Plaza Huánuco
- Open Plaza La Marina (San Miguel, Lima)
- Open Plaza Los Jardines (Trujillo)
- Open Plaza Pucallpa

### Anteriores
- Open Plaza Cayma (Arequipa) (actualmente Mallplaza Cayma, Arequipa)
- Open Plaza Huancayo (actualmente Mallplaza Huancayo)
- Open Plaza Piura (actualmente Mallplaza Piura)
- Open Plaza Angamos (Surquillo, Lima) (actualmente Mallplaza Angamos)
- Open Plaza Kennedy (Santiago de Chile) (actualmente Parque Arauco)
- Open El Bosque (Santiago de Chile) (actualmente Arauco El Bosque)